# Eparquía de Toronto
La eparquía de Toronto de los ucranianos (en latín: Eparchia Torontina Ucrainorum y en inglés: Ukrainian Catholic Eparchy of Toronto and Eastern Canada) es una circunscripción eclesiástica greco-católica ucraniana de la Iglesia católica en Canadá, sufragánea de la archieparquía de Winnipeg. La eparquía tiene al obispo Bryan Joseph Bayda, C.SS.R. como su ordinario desde el 28 de abril de 2022.
En el Anuario Pontificio la Santa Sede usa el nombre Toronto degli Ucraini y en el sitio web de la Iglesia greco-católica ucraniana el nombre utilizado es en ucraniano: Бучацька.

## Territorio y organización

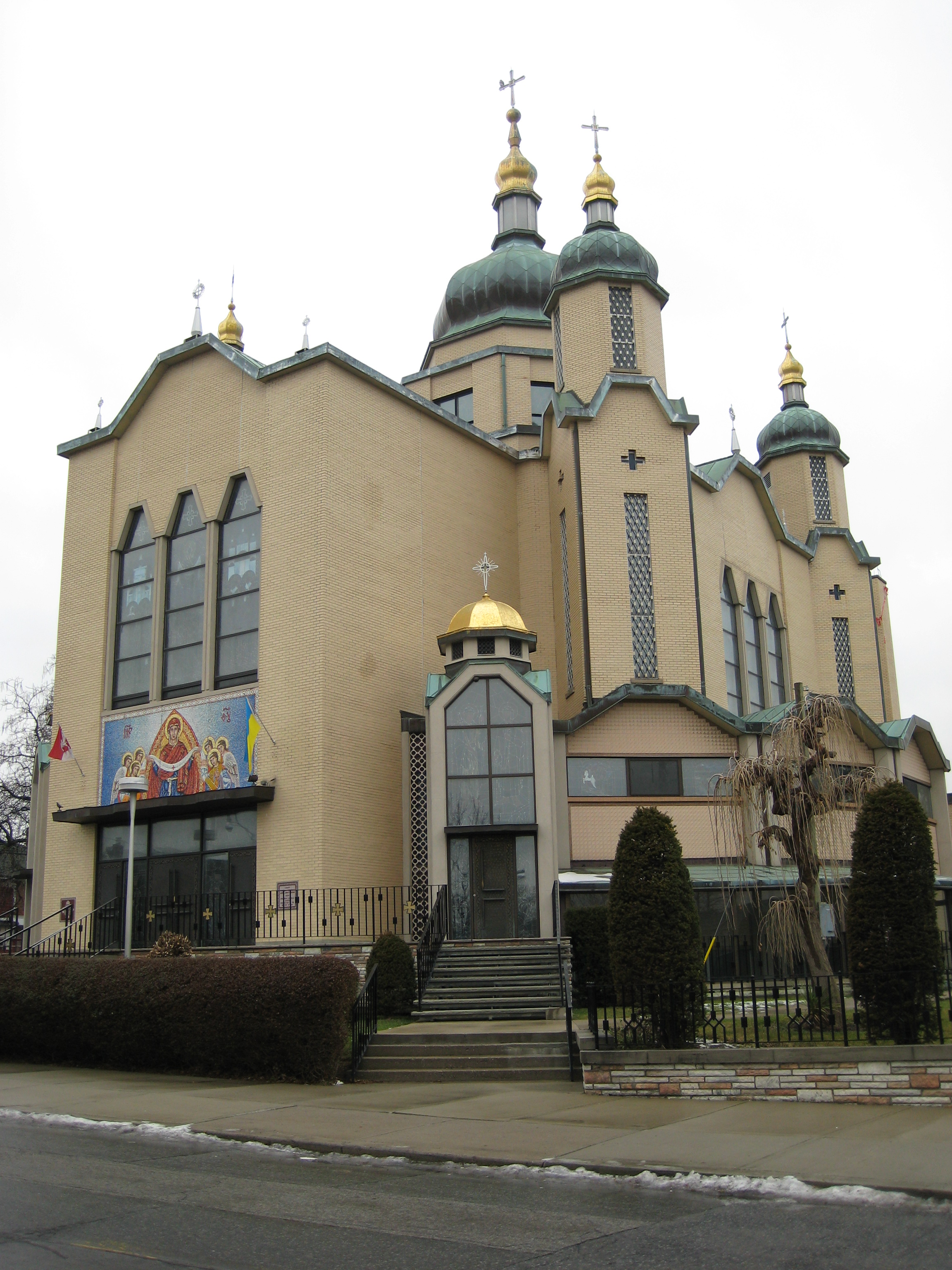
Iglesia de la Santa Protección, Toronto

La eparquía extiende su jurisdicción sobre los fieles católicos de rito bizantino greco-católico ucraniano residentes en las provincias de Ontario, Quebec, Terranova y Labrador, Nuevo Brunswick, Nueva Escocia e Isla del Príncipe Eduardo.
La sede de la eparquía se encuentra en la ciudad de Toronto, en donde se halla la Catedral de San Josafat.
En 2020 en la eparquía existían 53 parroquias agrupadas en 12 decanatos: El Hungarian Deanery está compuesto de fieles de la Iglesia greco-católica húngara.
- GTA North Deanery: (en Ontario)
  - Exaltation of the Holy Cross Ukrainian Catholic Church en Barrie
  - St. Basil The Great Ukrainian Catholic Church en Toronto
  - St. Catherine of Alexandria Ukrainian Catholic Church en Bond Head
  - St. Volodymyr the Great Ukrainian Catholic Church en Thornhill
  - Sts. Peter and Paul Ukrainian Catholic Church en Toronto
  - Misión Sts. Volodymyr and Olha Ukrainian Catholic Church en Cawaja Beach

- GTA West Deanery: (en Ontario)
  - Dormition of the Mother of God Ukrainian Catholic Church en Mississauga
  - Dormition of the Motherof God Ukrainian Catholic Church en Bathurst, Toronto
  - Holy Protection of the Mother of God Ukrainian Catholic Church en Leeds, Toronto
  - St. Elias the Prophet Ukrainian Catholic Church en Brampton
  - St. Josaphat's Cathedral en Toronto

- Hamilton Deanery: (en Ontario)
  - Holy Protection of the Mother of God. Ukrainian Catholic Church en Burlington
  - Holy Spirit Ukrainian Catholic Church en Hamilton
  - St. Nicholas Ukrainian Catholic Church en Hamilton
  - Ukrainian Catholic Church of the Resurrection en Hamilton

- Hungarian Deanery: (en Ontario)
  - St. George's Hungarian Greek Catholic Church en Courtland
  - St. John the Baptist Hungarian Greek Catholic Church en Welland
  - St. Michael the Archangel Hungarian Greek Catholic Church en Hamilton

- Kitchener Deanery: (en Ontario)
  - Christ the King Ukrainian Catholic Church en London
  - Holy Protection of the Mother of God Ukrainian Catholic Church en Guelph
  - Holy Transfiguration Ukrainian Catholic Church en Kitchener
  - Nativity of the Mother of God Ukrainian Catholic Church en Cambridge
  - Sacred Heart Ukrainian Catholic Church en Waterford
  - St. John the Baptist Ukrainian Catholic Church en Brantford

- Montreal Deanery: (en Quebec)
  - Holy Spirit Ukrainian Catholic Church en Montreal
  - St. Basil the Great Ukrainian Catholic Church en Lachine
  - St. John the Baptist Ukrainian Catholic Church en Montreal
  - St. Michael the Archangel Ukrainian Catholic Church en Iberville Montreal
  - Assumption of the Blessed Virgin Mary Ukrainian Catholic Church en Montreal
  - St. Andrij the Apostle Ukrainian Catholic Mission en Montreal

- Niagara Deanery: (en Ontario)
  - Nativity of the Mother of God Ukrainian Catholic Church en Niagara Falls
  - St. John the Theologian Ukrainian Catholic Church en St. Catharines
  - St. Michael the Archangel Ukrainian Catholic Church en Welland
  - Misión St. Michael the Archangel Ukrainian Catholic Church en Beamsville
  - Sts. Cyril & Methodius Ukrainian Catholic Church en St. Catharines
  - Faithful of Dormition of the Mother of God Ukrainian Catholic Parish en Grimsby

- North Deanery:
  - Christ the King Ukrainian Catholic Church en Rouyn-Noranda (en Quebec)
  - Dormition of the Mother of God Ukrainian Catholic Church en Virginiatown (en Ontario)
  - Holy Protection of the Mother of God Ukrainian Catholic Church en Val-d'Or (en Quebec)
  - St. Vladimir's Ukrainian Catholic Church en Kirkland Lake (en Ontario)
  - Comunidad de oración cerca de la St. Vladimir’s Parish en Kirkland Lake (en Ontario)

- North West Ontario Deanery: (en Ontario)
  - Exaltation of the Holy Cross en Thunder Bay
  - Misión Holy Protection Ukrainian Catholic Church en Red Lake
  - Holy Protection of the Mother of God Ukrainian Catholic Church en Sudbury
  - Holy Transfiguration of Our Lord en Thunder Bay
  - Nativity of the Mother of God Ukrainian Catholic Church en Sault Ste. Marie
  - Misión St. Michael's Ukrainian Catholic Church en Coniston
  - St. Nicholas Ukrainian Catholic Church en Kenora

- Ottawa Deanery:
  - Holy Ghost Ukrainian Catholic Church en Sydney (en Nueva Escocia)
  - St. Andrew's Ukrainian Catholic Mission en Darthmouth (en Nueva Escocia)
  - St. John the Baptist Shrine en Ottawa (en Ontario)
  - St. Michael the Archangel Ukrainian Catholic Church en Kingston (en Ontario)

- Toronto East Deanery: (en Ontario)
  - Christ the Good Shepherd at St. Michael Ukrainian Catholic Church en Toronto
  - Holy Eucharist Ukrainian Catholic Church en Broadview, Toronto
  - St.Demetrius the Great Martyr Ukrainian Catholic Church en Toronto
  - St. Joseph's Ukrainian Catholic Church en Oakville
  - St. Nicholas Ukrainian Catholic Church en Toronto
  - The Great Martyr George the Victorious Ukrainian Catholic Church en Oshawa

- Windsor Deanery: (en Ontario)
  - Sts. Vladimir and Olga Ukrainian Catholic Church en Windsor
  - St. George the Great Martyr Ukrainian Catholic Church en Sarnia
  - Misión Conception of St. Ann Ukrainian Catholic Church en Chatham

## Historia
El exarcado apostólico de Canadá Oriental fue erigido el 19 de enero de 1948 con la bula Omnium cuiusvis ritus del papa Pío XII, separando territorio del exarcado apostólico de Canadá, que asumió el nombre de exarcado apostólico de Canadá Central y que hoy es la archieparquía de Winnipeg.

Altera pars Exarchatum Apostolicum Ditionis Canadensis Orientalis efformabit; cuius sedes erit in Toronto urbe; eiusque Antistes super Ruthenos, in civilibus provinciis vulgo Ontario, Quebec, New Brunswick, Nova Scotia, Prince Edward Island, New Founland et Labrador, extantes iurisdictionem exercebit; illiusque cathedram in ecclesia S. Iosaphat, in Toronto urbe sita, statuimus.

El 10 de marzo de 1951 cambió el nombre a exarcado apostólico de Toronto.
El 3 de noviembre de 1956 el exarcado apostólico fue elevado a eparquía con la bula Hanc Apostolicam del papa Pío XII.

## Estadísticas
De acuerdo al Anuario Pontificio 2021 la eparquía tenía a fines de 2020 un total de 22 900 fieles bautizados.
| Año                                                                             | Población            | Población  | Población      | Sacerdotes | Sacerdotes    | Sacerdotes    | Bautizados por sacerdote | Diáconos permanentes | Religiosos | Religiosos | Parroquias |
| Año                                                                             | Bautizados católicos | Total      | % de católicos | Total      | Clero secular | Clero regular | Bautizados por sacerdote | Diáconos permanentes | Varones    | Mujeres    | Parroquias |
| ------------------------------------------------------------------------------- | -------------------- | ---------- | -------------- | ---------- | ------------- | ------------- | ------------------------ | -------------------- | ---------- | ---------- | ---------- |
| 1950                                                                            | 56 000               | ?          | ?              | 63         | 44            | 19            | 888                      |                      | 44         | 40         | 40         |
| 1966                                                                            | 70 000               | 13 293 000 | 0.5            | 108        | 73            | 35            | 648                      |                      | 48         | 75         | 66         |
| 1968                                                                            | 55 000               | ?          | ?              | 92         | 60            | 32            | 597                      | 1                    | 69         | 75         | 56         |
| 1976                                                                            | 83 200               | ?          | ?              | 91         | 69            | 22            | 914                      | 6                    | 42         | 40         | 70         |
| 1980                                                                            | 83 200               | ?          | ?              | 90         | 72            | 18            | 924                      | 11                   | 29         | 31         | 74         |
| 1990                                                                            | 83 000               | ?          | ?              | 92         | 75            | 17            | 902                      | 18                   | 29         | 42         | 75         |
| 1999                                                                            | 83 200               | ?          | ?              | 100        | 85            | 15            | 832                      | 20                   | 17         | 36         | 77         |
| 2000                                                                            | 41 010               | ?          | ?              | 103        | 88            | 15            | 398                      | 21                   | 17         | 36         | 78         |
| 2001                                                                            | 41 010               | ?          | ?              | 100        | 85            | 15            | 410                      | 20                   | 17         | 36         | 78         |
| 2002                                                                            | 41 010               | ?          | ?              | 95         | 80            | 15            | 431                      | 17                   | 16         | 36         | 78         |
| 2003                                                                            | 41 010               | ?          | ?              | 96         | 81            | 15            | 427                      | 17                   | 16         | 36         | 78         |
| 2004                                                                            | 36 910               | ?          | ?              | 96         | 81            | 15            | 384                      | 19                   | 15         | 36         | 75         |
| 2009                                                                            | 36 910               | ?          | ?              | 96         | 81            | 15            | 384                      | 18                   | 16         | 35         | 68         |
| 2010                                                                            | 36 910               | ?          | ?              | 99         | 84            | 15            | 372                      | 19                   | 16         | 35         | 65         |
| 2014                                                                            | 24 200               | ?          | ?              | 95         | 89            | 6             | 254                      | 18                   | 6          | 18         | 56         |
| 2017                                                                            | 23 700               | ?          | ?              | 62         | 62            |               | 382                      | 20                   | 1          | 18         | 57         |
| 2020                                                                            | 22 900               | ?          | ?              | 73         | 71            | 2             | 313                      | 18                   | 2          | 16         | 53         |
| Fuente: Catholic-Hierarchy, que a su vez toma los datos del Anuario Pontificio. |                      |            |                |            |               |               |                          |                      |            |            |            |

## Episcopologio
- Isidore Borecky † (3 de marzo de 1948-16 de junio de 1998 retirado)
- Cornelius John Pasichny, O.S.B.M. † (1 de julio de 1998-3 de mayo de 2003 retirado)
- Stephen Victor Chmilar (3 de mayo de 2003-9 de noviembre de 2019 renunció)
  - Sede vacante (2019-2022)
- Bryan Joseph Bayda, C.SS.R., desde el 28 de abril de 2022[5]